# Mowi
Mowi ASA (bis 31. Dezember 2018: Marine Harvest ASA; früher Pan Fish ASA) ist ein norwegisches Nahrungsmittelunternehmen mit Sitz in Bergen und der größte Zuchtlachskonzern der Welt. Das Unternehmen ist im OBX Index gelistet und entstand 2006 aus der Fusion von Pan Fish ASA mit Marine Harvest N.V. und Fjord Seafood. Am 6. Februar 2007 nannte sich Pan Fish ASA in Marine Harvest ASA, und auf den 1. Januar 2019 von Marine Harvest ASA in Mowi ASA um.
Mowi ist in den Ländern Norwegen, Schottland, Frankreich, Kanada, Chile und Japan sowie auf den Färöer-Inseln geschäftlich tätig. Zur Gruppe gehören unter anderem die Tochterunternehmen Fjord Seafood und Kritsen.

## Unternehmensbereiche
In Norwegen beschäftigt das Unternehmen 260 Mitarbeiter (2006) und hält rund 60 Genehmigungen für Fischfarmen in Møre og Romsdal und Sogn og Fjordane. Mowi besitzt in Norwegen auch das Unternehmen Fjord Seafood und 44 Prozent am Unternehmen Aalesundfisk. Die Firmenzentrale befindet sich in Oslo.
In Schottland besitzt Mowi 27 Genehmigungen für Fischfarmen an der Westküste bei Paisley und beschäftigt dort rund 170 Mitarbeiter (2006). In Kanada besitzt Mowi 32 Genehmigungen für Fischfarmen in British Columbia bei Campbell River und beschäftigt dort rund 220 Mitarbeiter (2006).
Auf den Faröerinseln besitzt das Unternehmen 11 Genehmigungen für Fischfarmen bei Hellumar und beschäftigt dort rund 20 Mitarbeiter. In Frankreich betreibt Mowi eine Fabrik für die Herstellung von geräuchertem Lachs in der Bretagne und besitzt das Unternehmen Kritsen. Das Unternehmen beschäftigt dort rund 166 Mitarbeiter (2006). In Japan hat Mowi ein Verkaufsbüro mit 7 Mitarbeitern.

## Unternehmensgeschichte
Pan Fish wurde 1992 gegründet. Firmenziel ist es, viele Fischfarmen weltweit zu erwerben. Seit 1997 ist Pan Fish an der Osloer Börse gelistet. Anfang 2000 hatte das Unternehmen aufgrund der niedrigen Preise im Fischmarkt finanzielle Schwierigkeiten und verkaufte Teilbereiche seines Unternehmens.
2005 kontrollierte das von John Fredriksen geführte Unternehmen Geveran Trading Company rund 47 Prozent von Pan Fish. 2006 kam es zum Zusammenschluss von Pan Fish ASA mit Marine Harvest N.V. und Fjord Seafood. Am 6. Februar 2007 nannte sich Pan Fish ASA in Marine Harvest ASA um.
Im Jahr 2013 übernahm Marine Harvest den weltgrößten Hersteller von Räucherlachs, die polnische Morpol-Gruppe, inklusive deren deutscher Tochter Laschinger Seafood. Außerdem gab Marine Harvest ein Angebot zur Übernahme des norwegischen Zuchtfisch- und Fischfutterproduzenten Cermaq ab, der jedoch im Herbst 2014 an die japanische Mitsubishi Corporation ging.
Auf den 1. Januar 2019 benannte sich Marine Harvest in Mowi um.

## Ökologische Problematik
Marine Harvest soll in Chile Lachsfarmen unter Missachtung ökologischer, rechtlicher, sozialer und medizinischer Standards, Richtlinien und Gesetze betreiben. Dieser Vorwurf brachte Marine Harvest im Januar 2014 eine Nominierung für den Public Eye Award ein. Diese „Auszeichnung“ wird jährlich einem Unternehmen verliehen, dem Geschäftspraktiken vorgeworfen werden, die zur Verletzung von Menschen- und Arbeitsrechten, Korruption und/oder Umweltzerstörung beitragen.